# Spilosoma lepus
Spilosoma lepus là một loài bướm đêm thuộc phân họ Arctiinae, họ Erebidae.